# Jolly Roger

Lá cờ truyền thống "Jolly Roger" của cướp biển

"Lá cờ máu" màu đỏ.

Jolly Roger là tên gọi truyền thống của cờ cướp biển hay hải tặc, được sử dụng lần đầu tiên vào thế kỷ XVIII (tức sau Thời hoàng kim của cướp biển).
Lá cờ được xác định là Jolly Roger ngày nay, có hình đầu lâu và xương chéo đặt giữa nền cờ đen, đã được sử dụng từ khoảng những năm 1710 bởi một số thuyền trưởng là cướp biển, trong đó có Black Sam Bellamy, Edward England, và John Taylor. Nó đã trở thành lá cờ phổ biến nhất dành cho cướp biển kể từ những năm 1720, mặc dù vẫn có nhiều kiểu dáng thiết kế khác vẫn được sử dụng khá phổ biến.